# Porta de São Lourenço (Lisboa)
A Porta de São Lourenço foi uma antiga porta da cidade de Lisboa, inserida na cerca fernandina da cidade.
Esta porta encontrava-se pegada à grande torre que fica abaixo da Porta da Traição, na Costa do Castelo, ao cimo da Calçada da Rosa que vai dar a São Lourenço, e cujo muro corria pelo Palácio do Marquês de Ponte de Lima e Beco do Cascalho, até à Mouraria. Ficava junto do palácio do Visconde de Vila Nova de Cerveira, tendo sido demolida em 1700.